# 養源寺 (文京区)
養源寺（ようげんじ）は、東京都文京区にある臨済宗妙心寺派の寺院。

## 歴史
1616年（元和2年）、稲葉正勝の開基である。稲葉正勝の母は春日局であり、その春日局が帰依していた僧が秀嶽であったことから開山として迎えられている。元々は湯島天神切通下に位置していたが、1657年（明暦3年）の明暦の大火で焼失してしまったため、現在地に移転した。
当寺が湯島天神切通下にあった時代の1625年（寛永2年）、二条家当主二条康道が江戸に下向した際に当寺を訪れ、境内に植わっていた桜を鑑賞して歌を詠んだ。その故事により山号を「白華山」にしたという。
夏目漱石の小説『坊つちやん』の中盤（「おやじの葬式の時に小日向の養源寺の座敷にかかってた懸物はこの顔によく似ている。」）と、最後の一文（「だから清の墓は小日向の養源寺にある。」）に登場する。

## 墓所
- 堀尾忠晴（松江藩主）
- 安井息軒（漢学者）
- 西村茂樹（思想家）
- 野村篁園（漢詩人）
- 井戸覚弘（旗本、長崎奉行・江戸北町奉行・大目付など歴任）

## 交通アクセス
- 本駒込駅より徒歩3分（経路案内）。